# George Brydges Rodney, I barone Rodney
George Brydges Rodney (Walton-on-Thames, 13 febbraio 1719 – Londra, 24 maggio 1792) è stato un ammiraglio britannico.
Prestò servizio nella Royal Navy raggiungendo la fama e il successo durante la guerra dei Sette anni dove diresse come ammiraglio le squadre navali britanniche soprattutto nella conquista della Martinica. Dopo un periodo personale difficile legato a scandali e vizi, riprese servizio durante la guerra d'indipendenza americana dove ottenne alcune rilevanti vittorie contro le flotte francesi e spagnole. In particolare vinse l'importante battaglia delle Saintes che confermò il predominio navale britannico e vanificò le speranze francesi di rivincita.
Personalità complessa e discussa, dimostrò notevoli capacità di comando e raggiunse grande prestigio in patria. Ancora oggi nella Royal Navy viene considerato, accanto ad Horatio Nelson, uno dei due più grandi capi della storia navale britannica.

## Biografia

### Inizi della carriera e la guerra dei sette anni
Fu il primo barone Rodney. Iniziò la sua carriera sui mari il 21 giugno 1732, a bordo dell' HMS Sunderland. Venne prima nominato tenente quando operò sull' HMS Dolphin il 15 febbraio 1739; successivamente, il 9 novembre 1742, divenne post-captain, prestando servizio sull'HMS Plymouth.
Nel 1753 sposò la sua prima moglie, Jane Compton (1730–1757), sorella del conte Charles Compton. Nel 1764, Rodney sposò in seconde nozze Henrietta, la figlia di John Clies di Lisbona. Dal 1765 al 1770, fu messo a capo del Greenwich Hospital, (creato grazie ai disegni di Christopher Wren). Amico di Louis Antoine de Gontaut-Biron, in seguito venne promosso ammiraglio.
Durante la guerra dei sette anni si distinse in più di un'occasione. Sull'HMS Dublin fu protagonista del raid su Rochefort del settembre 1757 e dell'assedio di Louisbourg (1758), agli ordini di Edward Boscawen. La sua carriera continuò, diventando contrammiraglio il 19 maggio 1759.

### La guerra d'America

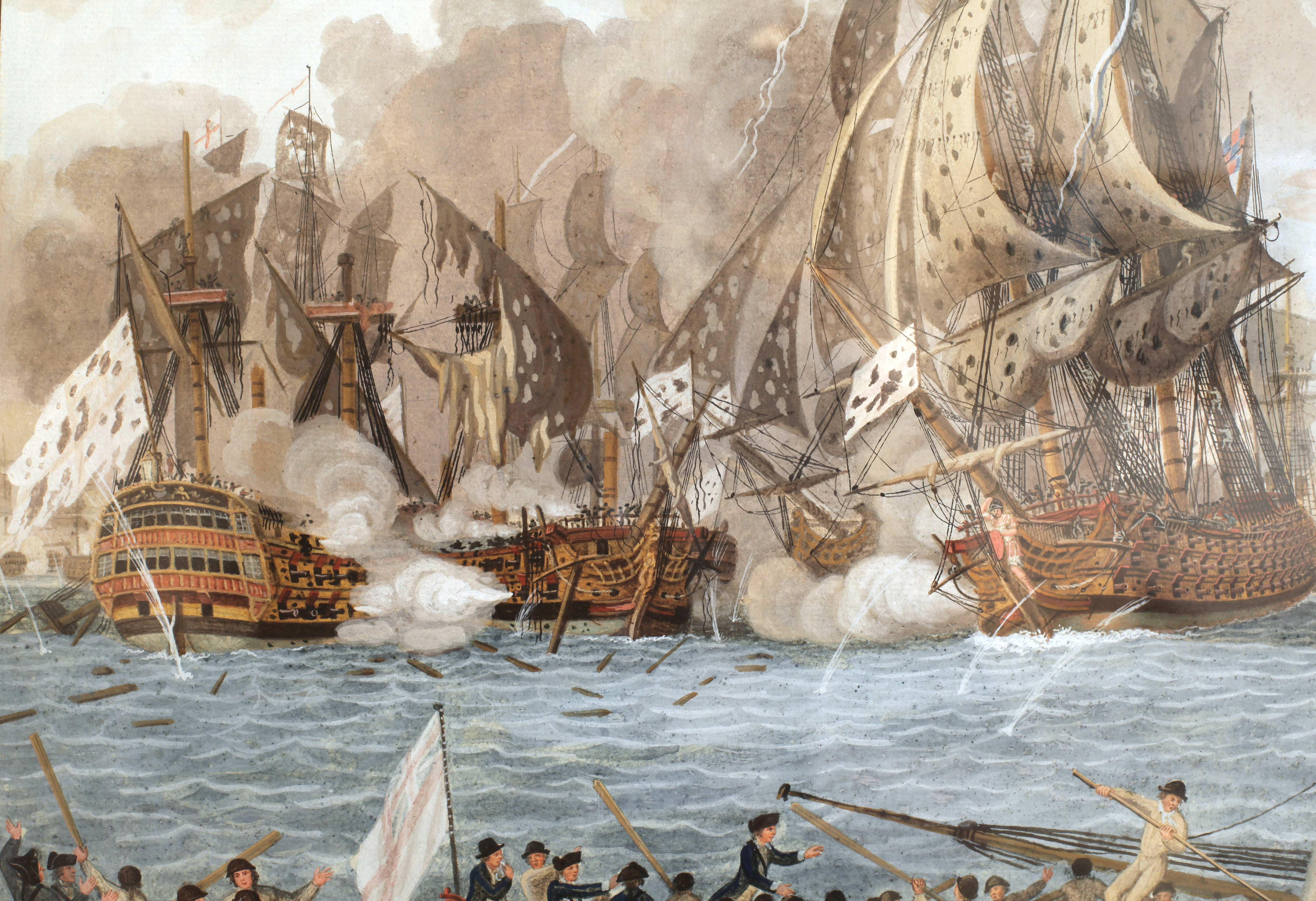
Battaglia delle Saintes, aprile 1782 dipinto da François Aimé Louis Dumoulin

Nel 1780 una flotta francese fu inviata nelle Indie Occidentali, dove arrivò il 22 marzo al comando del conte de Guichen. Lo stesso giorno in cui la flotta francese gettava le ancore nella nuova base, il comando di quella britannica a Saint Lucia passò a Rodney. La sua presenza nelle Antille fu artefice dello stesso mutamento causato da Federico II nella battaglia terrestre in Europa, la flotta inglese cercò di distruggere le forze navali francesi presenti.
Il 17 aprile i due ammiragli si scontrarono la prima volta nel canale fra Martinica e Dominica, ma gli ordini dati da Rodney non vennero ben recepiti e non diedero gli esiti sperati. George Brydges cercò allora di rompere la linea a poppa dell'ammiraglia francese, ma venne contrastato efficacemente dalla Destin, nonostante una differenza non lieve di armamenti (la nave francese aveva settantaquattro cannoni contro i novanta di quella britannica).
Rodney occupò le isole di Sint Eustatius e di Saint Martin, all'epoca possedimenti olandesi, dove raccolse circa 15 milioni di dollari.
Nel febbraio 1782 l'Ammiragliato assegnò a George Rodney il comando della grande squadra navale organizzata per attaccare la flotta francese dell'ammiraglio François Joseph de Grasse e ottenere una vittoria decisiva, rinsaldando il predominio navale britannico nonostante le sconfitte sul continente americano e la perdita di alcune posizioni nelle colonie del Centro-America. L'ammiraglio Rodney, al comando di 36 vascelli, 6 corvette e 15 fregate, riuscì ad intercettare la squadra francese dell'ammiraglio de Grasse che, costituita da 37 vascelli, 6 corvette e 8 fregate, era salpata dalla Martinica l'8 aprile e stava scortando una grande trasporto di truppe incaricate di sbarcare alla Giamaica. Le due squadre entrarono in contatto il 10 aprile 1782 e in un primo momento l'ammiraglio de Grasse riuscì a trattenere la squadra britannica, proteggendo i convogli di truppe che, scortati da sei vascelli, poterono sfuggire e proseguire per la Giamaica.
L'ammiraglio francese sperava di evitare una battaglia immediata e si ritirò, ma, rallentato dalla presenza di alcune navi danneggiate nello scontro del 10 aprile e di due vascelli a rimorchio a causa di una collisione, venne sorpreso dall'ammiraglio Rodney che lanciatosi all'inseguimento con tutte le sue forze, riuscì ad impegnare la battaglia nello stretto di mare tra Santo Domingo e le isole Saintes. La battaglia delle Saintes, combattuta il 12 aprile 1782, si concluse con una grande vittoria dell'ammiraglio Rodney; grazie alla superiorità numerica, alla presenza di nuove artiglierie pesanti, le carronate, di migliori munizioni e favorito anche da un improvviso cambio del vento, l'ammiraglio britannico riuscì a catturare cinque vascelli francesi tra cui il vascello dell'ammiraglio de Grasse che si arrese; altre sei navi furono messe fuori combattimento, due furono gravemente danneggiate e una si incagliò. Con questa vittoria Rodney raggiunse definitivamente la fama nazionale e venne celebrato come restauratore del dominio britannico sui mari.

## Riconoscimenti
Per i servizi resi alla Gran Bretagna e per le sue vittorie l'ammiraglio George Rodney ebbe numerosi riconoscimenti:
- alcune navi da guerra della Royal Navy furono intitolate con il suo nome; in particolare è rimasta famosa la corazzata  HMS Rodney che prese parte alla caccia alla Bismarck e contribuì con il fuoco dei suoi cannoni pesanti da 406 mm all'affondamento della nave da battaglia tedesca;
- il governo della Giamaica chiese l'aiuto di John Bacon per edificargli una statua;
- una baia sull'isola caraibica di Saint Lucia porta il suo nome.